# Aphanus rolandri
Aphanus rolandri är en insektsart som först beskrevs av Carl von Linné 1758.  Aphanus rolandri ingår i släktet Aphanus, och familjen fröskinnbaggar. Arten är reproducerande i Sverige.